# Simca Gordini T15

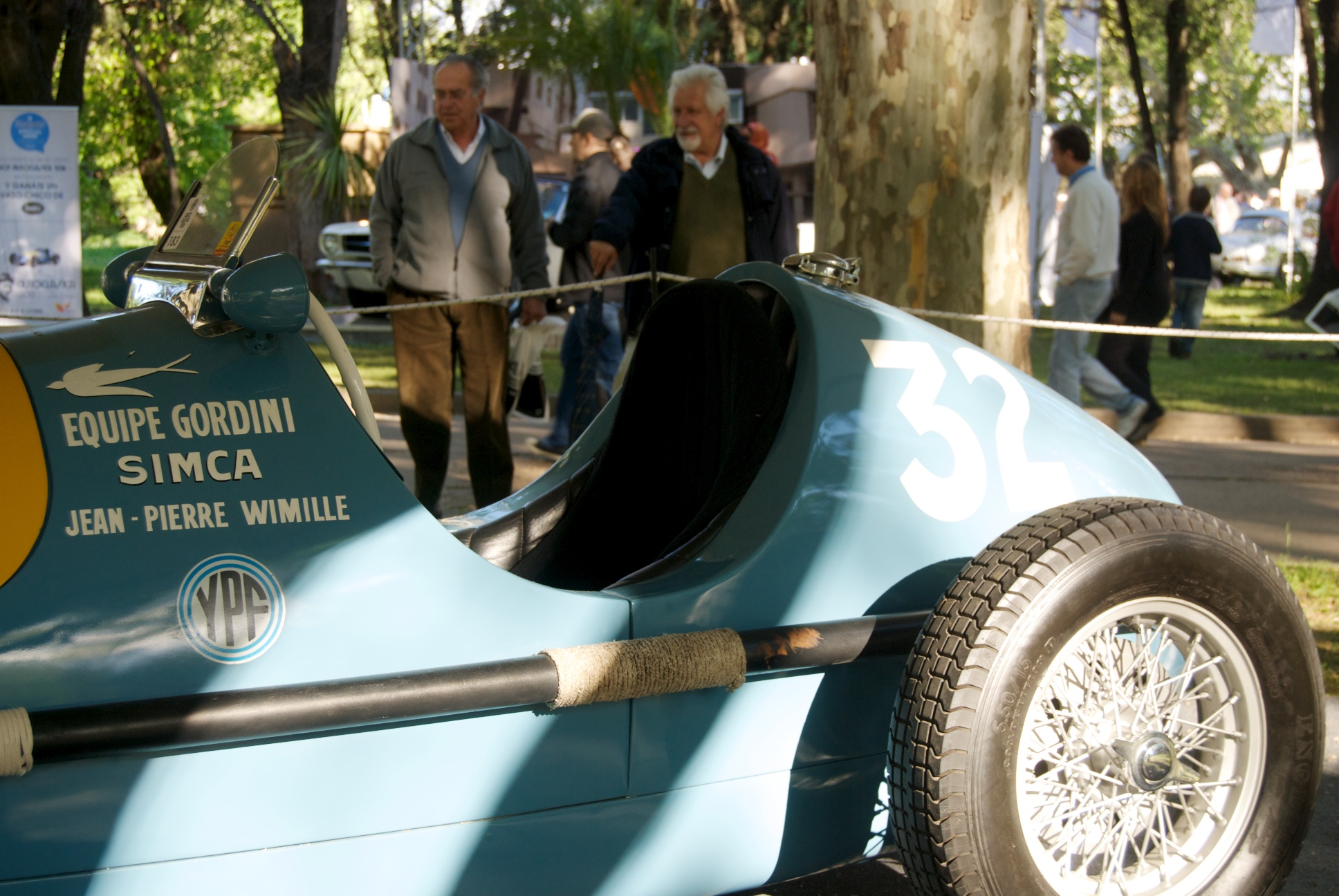
Simca Gordini T15

O  T15 é o modelo que a Simca Gordini utilizou entre as temporadas de 1950 e 1953 da Fórmula 1.Teve como pilotos Jean Behra,Georges Berger,Prince Bira,Pablo Birger,Johnny Claes,Paul Frere,Robert Manzon,Robert O'Brien,André Simon e Maurice Trintignant.
1. ↑  https://www.statsf1.com/pt/simca-gordini-t15.aspx